# Félix Paiva
Félix Paiva (Caazapá, 21 febbraio 1877 – Colonia del Sacramento, 2 novembre 1965) è stato un giurista e politico paraguaiano liberale.
È stato Presidente del Paraguay in carica dal 15 agosto 1937 al 15 agosto 1939.

## Biografia
Laureato in Legge e Scienze Sociali (1901), Paiva partecipò alla rivoluzione liberale contro il presidente Juan Antonio Escurra dell'agosto del 1904 e, dopo l'iniziale fallimento, fuggì nel Chaco argentino per raggiungere la città di Pilar, dove le forze liberale si erano riorganizzate.
Tornato in patria dopo il successo della rivoluzione, fu più volte rettore e decano della Facoltà di Legge dell'Università di Asunción, cancelliere del governo di Emiliano González Navero (1912), ministro di Giustizia, Culto e Pubblica Istruzione con Eduardo Schaerer (1912-1916) e membro del Tribunale Superiore di Giustizia.
Il 16 agosto 1937, dopo la riuscita del golpe militare contro il colonnello Rafael Franco, venne nominato presidente provvisorio con il preciso impegno di restaurare la Costituzione del 1870. L'11 ottobre dello stesso anno il suo mandato venne convertito da provvisorio a costituzionale, concludendosi il 15 agosto 1939. Durante il suo governo fu firmato il trattato di pace con la Bolivia (21 luglio 1938), che pose fine alla guerra del Chaco e riconobbe al Paraguay il possesso della maggior parte del territorio conteso.